# Diabet insipid
Diabetul insipid este o afecțiune caracterizată prin sete excesivă și excreția de cantități mari de urină cu densitate scăzută. 
Există mai multe tipuri diferite de DI, fiecare cu o altă cauză: 
- Cel mai adesea este vorba de diabetul insipid central, cauzat de un deficit de ADH (hormon anti-diuretic):
- Diabetul insipid primar (absența unor leziuni evidente la nivelul hipofizei sau hipotalamusului) poate fi ereditar (boala autozomal dominantă) sau idiopatic;
  - Diabetul insipid secundar (afectarea hipotalamusului sau tijei hipofizare), poate fi rezultatul unei encefalopatii hipoxice, traumatisme, infecții, sarcoidozei sau a unor metastaze hipofizare;
  - Diabetul insipid indus de vasopresinază poate fi observat în ultimul trimestru de sarcină, fiind asociat cu preeclampsia.
- Al doilea tip de diabet insipid este diabetul insipid nefrogen, care este cauzat de insensibilitatea rinichilor la ADH, afectând astfel reabsorbția apei. Acesta poate uneori apărea drept efect secundar consumului unor medicamente (de exemplu, foscarnet, litiu, meticilină, corticoterapia). Pacienții secretă cantități normale de ADH, iar vasopresina administrată nu scade volumul urinei excretate. Diabetul insipid nefrogen cel mai adesea este o boală ereditară X-linkată; forme dobândite ale bolii pot apărea în urma pielonefritei, sicklemiei, amiloidozei renale sau mielomului.

## Simptome
- Poliuria (2-20L/zi);
- Polidipsia;
- Densitate urinară scăzută;
- Hipernatremie, uneori deshidratare și depletie potasică;
- Ingestie crescută de lichide.